# Copa Confederació africana de futbol
La Copa Confederació africana de futbol és la segona competició de clubs del continent, organitzat per la Confederació Africana de Futbol. Es creà l'any 2004 amb la fusió de la Recopa Africana de futbol i la Copa de la CAF de futbol. Les millors federacions poden incloure dos clubs a la competició.

## Historial
Font:
| Temporada | Campió                   | Marcador         | Finalista            | Seu                  |
| --------- | ------------------------ | ---------------- | -------------------- | -------------------- |
| 2004      | Hearts of Oak (1)        | 1-1, 1-1 (8-7 p) | Asante Kotoko        | Accra, Kumasi        |
| 2005      | FAR Rabat (1)            | 0-1, 3-0         | Dolphins FC          | Port Harcourt, Rabat |
| 2006      | Étoile Sahel (1)         | 1-1, 0-0         | FAR Rabat            | Rabat, Sousse        |
| 2007      | Club Sportif Sfaxien (1) | 4-2, 1-0         | Al-Merrikh           | Khartoum, Sfax       |
| 2008      | Club Sportif Sfaxien (2) | 0-0, 2-2         | Étoile Sahel         | Sfax, Sousse         |
| 2009      | Stade Malien (1)         | 2-0, 0-2 (3-2 p) | ES Sétif             | Sétif, Bamako        |
| 2010      | Fath US (1)              | 0-0, 3-2         | Club Sportif Sfaxien | Rabat, Sfax          |
| 2011      | Maghreb AS (1)           | 0-1, 1-0 (6-5 p) | Club Africain        | Radès, Fes           |
| 2012      | AC Léopards (1)          | 2-2, 2-1         | Djoliba              | Bamako, Dolisie      |
| 2013      | Club Sportif Sfaxien (3) | 2-0, 1-2         | TP Mazembe           | Radès, Lubumbashi    |
| 2014      | Al Ahly (1)              | 1-2, 1-0         | Séwé Sports          | Abidjan, El Caire    |
| 2015      | Étoile Sahel (2)         | 1-1, 1-0         | Orlando Pirates      | Johannesburg, Sousse |
| 2016      | TP Mazembe (1)           | 1-1, 4-1         | MO Béjaïa            | Blida, Lubumbashi    |
| 2017      | TP Mazembe (2)           | 2-1, 0-0         | SuperSport United    | Lubumbashi, Pretoria |
| 2018      | Raja CA (1)              | 3-0, 1-3         | AS Vita Club         | Casablanca, Kinshasa |
| 2019      | Zamalek (1)              | 0-1, 1-0 (5-3 p) | RS Berkane           | Berkane, El Caire    |
| 2020      | RS Berkane (1)           | 1-0              | Pyramids FC          | Rabat                |
| 2021      | Raja CA (2)              | 2-1              | JS Kabylie           | Cotonou              |
| 2022      | RS Berkane (2)           | 1-1 (5-4 p)      | Orlando Pirates      | Uyo                  |
| 2023      | USM Alger (1)            | 2-1, 0-1         | Young Africans       | Dar es Salaam, Alger |
| 2024      | Zamalek (2)              | 1-2, 1-0         | RS Berkane           | Berkane, El Caire    |